# Playa El Murciélago
Es una playa situada en la ciudad de Manta en la provincia de Manabí (Ecuador). El nombre de "El Murciélago" se debe a que el área de superficie se asemeja a la silueta de este mamífero con las alas desplegadas.
Es la playa más importante de la ciudad de Manta y la más visitada por turistas regionales, nacionales y extranjeros, quienes la prefieren todo el año y sobre todo en épocas de carnaval. En general es una playa tranquila y acogedora para el bañista pero hay que tomar las debidas precauciones y recomendaciones en días de aguaje o corrientes marinas, para lo cual la defensa civil advierte al público con banderas de colores.
Es una playa abierta, con olas consistentes y la brisa constante, lo que la convierte en un buen destino para el kite-surfing. Las condiciones óptimas son generalmente durante el verano, y el alquiler de equipos está disponible en la zona, para aquellos que desean practicar el surf o el kite-surfing. Varios otros deportes recreativos acuáticos, como buceo, vela, body-boarding y la pesca, también se pueden disfrutar aquí. Para los que no tienden a participar en estos deportes, es un gran lugar para ver el espectáculo acrobático de los surfistas y del kite-surfing, desde la comodidad y la seguridad de la playa.
En la zona existen casas residenciales muy grandes, hoteles tales como el "Hotel Oro Verde Manta" y el "Hotel Manta Host", como también está el Malecón Escénico donde se pueden encontrar tiendas de ropa, bisutería, y muchos restaurantes. Muy cerca a la playa está el centro comercial "Manta Shopping", el "Yacht Club" y el "Mall del Pacifico"

## Extensión
Tiene una longitud aproximada de 1700 metros de playa. La arena de esta playa es fina, color gris verdosa, con alga cianofícea , manto continuo y uniforme, ligeramente inclinado transversalmente e intermitentemente con afloramientos rocosos.

## Clima
El clima subtropical seco, con temperatura que oscilan entre los 10 °C. en invierno y 26 °C. en verano.